# 1912年美国总统选举
1912年美国总统选举于1912年11月5日举行，是第32届总统选举。新泽西州州长、民主党候选人伍德罗·威尔逊击败了时任共和党总统威廉·霍华德·塔夫脱，以及前总统、代表进步党竞选的西奥多·罗斯福。 截至2025年，这是最后一次未被民主党和共和党包揽前两名的总统选举。
罗斯福在1901年至1909年期间担任共和党总统，塔夫脱在他的支持下继任总统。但塔夫脱担任总统后的行动使罗斯福不悦，于是罗斯福在1912年共和党全国代表大会上挑战塔夫脱。塔夫脱及其保守派盟友险胜后，罗斯福召集了他的进步派支持者成立第三党参加选举。在民主党大会上，威尔逊在威廉·詹宁斯·布赖恩和其他进步派民主党人的支持下击败了众议院议长查普·克拉克和其余几位制候选人，于第46轮投票中赢得了总统提名。社会党则再次提名了他们的长期候选人尤金·V·德布斯。
大选主要在威尔逊，罗斯福和塔夫脱之间展开。罗斯福的“新民族主义”纲领提出社会保险计划，8小时工作制以及联邦对经济的强力监管。威尔逊的“新自由”纲领呼吁降低关税，改革银行业和制定新的反托拉斯法。塔夫脱的政纲是“进步式保守主义”，因为几乎没有获胜的机会，他的竞选活动比较节制。戴布斯声称其他三名候选人都由信托基金资助，并试图用社会主义政策来获得支持。
得益于共和党人的分裂，威尔逊赢得了40个州，仅靠41.8％的普选票就赢得了大多数选举人票，这是1860年以来最低的获胜者普选票得票率。威尔逊是自1892年以来第一个赢得总统选举的民主党人，也是在南北战争和大萧条爆发之间仅有的两名民主党总统之一。罗斯福以88张选举人票和27％的普选票获得第二名。塔夫脱仅仅赢得了佛蒙特州和犹他州，普选票得票率是23％。戴布斯没有赢得选举人票，但拿到了6％的普选票，截至2025年，这仍然是社会党候选人的最高票。威尔逊是第一位在总统选举中获得超过400张选举人票的总统候选人。